# Nikolas Breuckmann
Nikolas P. Breuckmann (Duisburg, 1988) è un fisico tedesco noto per i suoi contributi alla teoria dell'informatica quantistica.
È professore all'Università di Bristol. In precedenza, è stato ricercatore presso l'University College di Londra.
Nel 2023, l'Institute of Physics gli ha conferito la medaglia e il premio James Clerk Maxwell, in riconoscimento del suo lavoro nel dimostrare la congettura NLTS. Il premio è stato assegnato per i suoi "contributi eccezionali al campo della correzione degli errori quantistici, in particolare per il lavoro sulla dimostrazione della congettura dello stato non banale a bassa energia, un famoso problema aperto nella teoria dell'informazione quantistica". Quanta Magazine ha descritto la dimostrazione come "uno dei più grandi sviluppi nell'informatica teorica".